# Perdita (Mond)
Perdita (auch Uranus XXV) ist der elftinnerste und einer der kleineren der 28 bekannten Monde des Planeten Uranus.

## Entdeckung und Benennung
Perdita wurde im Jahre 1999 von Erich Karkoschka auf einer fotografischen Aufnahme entdeckt, die bereits am 18. Januar 1986 von der Raumsonde Voyager 2 gemacht wurde, als diese den Uranus passierte. Da jedoch keine anderen Aufnahmen vorlagen, welche die Existenz des Mondes bestätigten, wurde die Entdeckung nicht anerkannt. Die Entdeckung wurde am 18. Mai 1999 von der Internationalen Astronomischen Union (IAU) bekanntgegeben; der Mond erhielt zunächst die vorläufige Bezeichnung S/1986 U 10. Er wurde aber noch nicht bestätigt, da man annahm, dass es sich um einen der bereits entdeckten inneren Uranusmonde handeln würde. Im Dezember 2001 entschied die IAU, den Eintrag von der Liste der bekannten Uranusmonde zu entfernen. Am 25. August 2003 fanden Mark R. Showalter und Jack Jonathan Lissauer jedoch auf Aufnahmen des Hubble-Weltraumteleskops ein Objekt an der Stelle, wo sich Perdita nach den vorliegenden Berechnungen aufhalten musste, und die IAU bestätigte am 3. September 2003 definitiv deren Existenz.
Am 29. Dezember 2005 hat der Mond dann den offiziellen Namen Perdita erhalten. Der Mond wurde nach Perdita (lateinisch für „die Verlorene“), der Tochter von König Leontes von Sizilien und Hermione in Shakespeares Romanze Wintermärchen benannt. Leontes lässt Hermione in den Kerker werfen, da er glaubt, dass sie ihm mit dem böhmischen König Polixenes untreu war, und lässt dazu das Orakel von Delphi befragen. Hermione bringt im Kerker Perdita zur Welt, worauf Leontes, der von Hermiones Schuld zunächst überzeugt ist, Lord Antigonus beauftragt, das Kind in der Wildnis auszusetzen. Nach der für Hermione entlastenden Antwort des Orakels – das prophezeite, dass Leontes keinen Erben haben werde, bis das Verlorene wiedergefunden ist – erhält Leontes die Nachricht vom Tod seines Sohnes Mamilius, worauf Hermione vermeintlich tot zusammenbricht. Antigonus setzt Perdita an der böhmischen Küste aus, wird danach jedoch von einem Bären getötet. Perdita wächst während sechzehn Jahren bei einem böhmischen Schafhirten und dessen Sohn Florizel auf, in den sie sich verliebt, das Paar hält die unstandesgemäße Liebe jedoch geheim. Da dessen Vater dies jedoch erfährt, flieht das Paar nach Sizilien. Leontes, der inzwischen die Wahrheit erfahren hatte, erkennt seine vermisste Tochter und versöhnt sich mit Polixenes. Hermione wird dadurch wieder zum Leben erweckt.
Alle Monde des Uranus sind nach Figuren von Shakespeare oder Alexander Pope benannt. Die ersten vier entdeckten Uranusmonde (Oberon, Titania, Ariel, Umbriel) wurden nach Vorschlägen von John Herschel, dem Sohn des Uranus-Entdeckers Wilhelm Herschel, benannt. Später wurde die Tradition der Namensgebung beibehalten.

## Bahneigenschaften

### Umlaufbahn

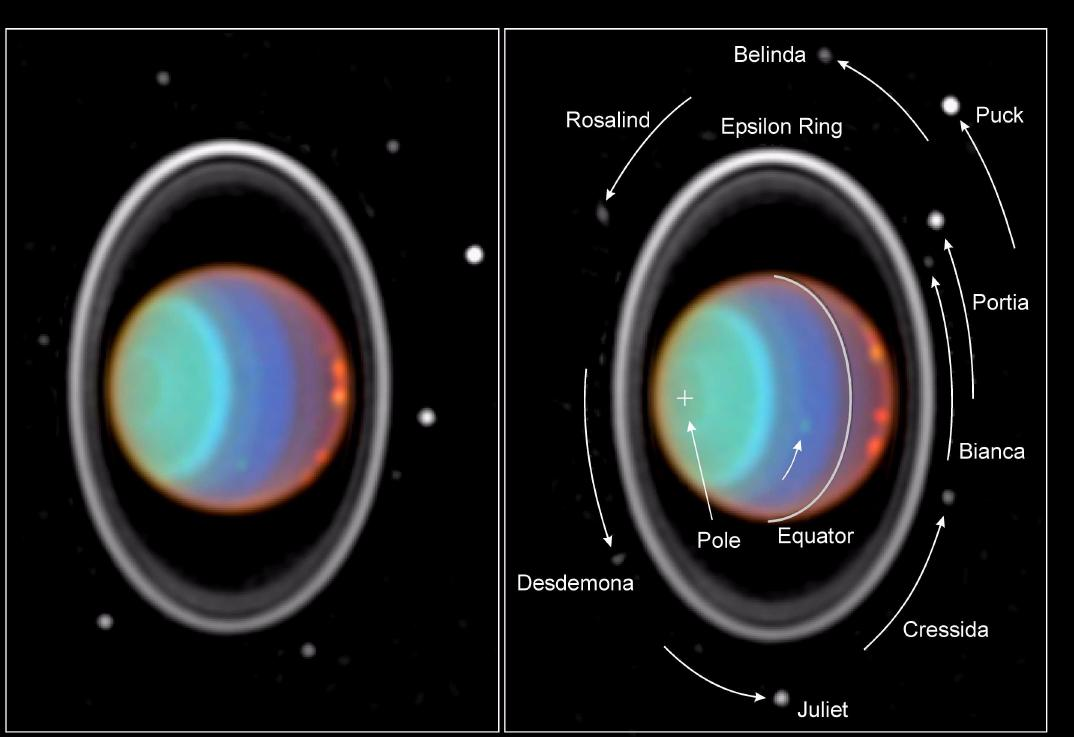
Hubble-Bild der Portia-Gruppe sowie Puck

Perdita umkreist Uranus auf einer prograden, fast perfekt kreisförmigen Umlaufbahn in einem mittleren Abstand von rund 76.417 km (ca. 2,990 Uranusradien) von dessen Zentrum, also 50.858 km über dessen Wolkenobergrenze. Die Bahnexzentrizität beträgt 0,0012, die Bahn ist 0,47° gegenüber dem Äquator von Uranus geneigt.
Perdita ist der äußerste Mond der Portia-Gruppe, zu der auch Bianca, Cressida, Desdemona, Juliet, Portia, Rosalind, Cupid und Belinda gehören. Diese Monde haben ähnliche Umlaufbahnen und ähnliche spektrale Eigenschaften.
Die Umlaufbahn des nächstinneren Mondes Belinda ist im Mittel nur 1.160 km von Perditas Orbit entfernt, die des nächstäußeren Mondes Puck 9.600 km. Die Hubble-Messungen von 2003 beweisen, dass Perdita keiner idealen Keplerbahn folgt. Sie befindet sich in einer 43:44-Bahnresonanz mit der 1.160 km entfernten inneren Belinda. Zudem bewegt sie sich nahe einer 7:8-Resonanz mit der 6.490 km entfernten Rosalind.
Perdita befindet sich inmitten zweier Uranusringe, des innen laufenden ν (Ny)-Staubringes, dessen Außenkante im Mittel rund 6.500 km vom Perdita-Orbit entfernt ist, und der Innenkante des äußeren μ (My)-Staubringes ist wie Puck knapp 9.600 km entfernt.
Perdita umläuft Uranus in 15 Stunden, 18 Minuten und 40 Sekunden. Da dies schneller ist als die Rotation des Uranus, geht Perdita vom Uranus aus gesehen im Westen auf und im Osten unter. Da sich Perdita nahe am synchronen Orbit bewegt, ergibt es sich, dass Perdita für einen fiktiven Beobachter nur gut alle 8 Uranustage am Horizont einmal auf- bzw. untergeht, was bedeutet, dass sie fast 4 Uranus-Tage lang am Himmel zu sehen ist.

## Physikalische Eigenschaften
Perdita hat einen Durchmesser von geschätzten 26 km. Es ist davon auszugehen, dass Perdita keine kugelrunde Form besitzt.
Ihre mittlere Dichte ist mit 1,3 g/cm³ deutlich geringer als die Dichte der Erde und weist darauf hin, dass der Mond überwiegend aus Wassereis zusammengesetzt ist.

Perdita weist eine sehr geringe Albedo von 0,07 auf, d. h., 7 % des eingestrahlten Sonnenlichts werden von der Oberfläche reflektiert. Sie ist damit ein sehr dunkler Himmelskörper.

An ihrer Oberfläche beträgt die Schwerebeschleunigung 0,005 m/s², dies entspricht etwa 0,5 ‰ der irdischen.